# Rochelle Gilmore
Rochelle Gilmore (Sutherland, 14 de diciembre de 1981) es una deportista australiana que compitió en ciclismo en las modalidades de pista, especialista en la prueba de scratch, y ruta.
Ganó dos medallas de plata en el Campeonato Mundial de Ciclismo en Pista, en los años 2002 y 2003.
Es la fundadora y directora del equipo femenino Wiggle-Honda. Se retiró de la competición en el año 2015.

## Medallero internacional
| Campeonato Mundial | Campeonato Mundial   | Campeonato Mundial | Campeonato Mundial |
| Año                | Lugar                | Medalla            | Competición        |
| ------------------ | -------------------- | ------------------ | ------------------ |
| 2002               | Ballerup (Dinamarca) | Medalla de plata   | Scratch            |
| 2003               | Stuttgart (Alemania) | Medalla de plata   | Scratch            |